# Crataegus coccinioides
Crataegus coccinioides — вид квіткових рослин із родини трояндових (Rosaceae).

## Біоморфологічна характеристика
Це кущ або дерево 4–7 метрів заввишки. Нові пагони ± спочатку червонуваті, голі або ворсисті, 1-річні блискучі, темно-коричневі, іноді коричневі, 2-річні темно-сірі, старші блідіші; колючки численні, зазвичай ± вигнуті, 2-річні чорнуваті, блискучі, 3–6 см. Листки: ніжки листків 30–50% від довжини пластини, голі або рідко-волохаті, зазвичай рідко залозисті, іноді не залозисті; листові пластини зазвичай яйцеподібні, іноді дуже широко-яйцеподібні, до яйцювато-дельтоподібних, (4)5–9(11) см, основа широко клиноподібна, ± зрізана або субсерцеподібна, часточок по 3–5 на стороні, верхівки часток гострі, краї пилчасті або гостро-пилчасті. Суцвіття 5–12-квіткові. Квітки 20–25 мм у діаметрі; гіпантій голий або запушений, чашолистки 6–8 мм; тичинок 20, пиляки білі, рожеві або червоні. Яблука від яскраво-рожевого до малинового кольору, субкулясті, 10–20(25) мм у діаметрі. 2n = 51. Період цвітіння: квітень і травень; період плодоношення: вересень і жовтень.

## Ареал
Зростає у східній частині США (Арканзас, Айова, Іллінойс, Канзас, Міссурі, Оклахома, Вісконсин) й південно-східній частині Канади (Онтаріо, Квебек).
Населяє чагарники, сукцесійні поля, пасовища, узлісся; на висотах 50–300 метрів.